# Liste von Tunnelunglücken
Die Liste von Tunnelunglücken nennt Unglücke, die sich im Betrieb von Tunneln (Straßenverkehr, Eisenbahnverkehr, U-Bahn und ähnliches) ereignet haben. Die Liste erhebt keinen Anspruch auf Vollständigkeit.

## Liste

### Tunnelunfälle im Straßenverkehr
In chronologischer Reihenfolge:
| Datum              | Ort                                  | Staat               | Tote         | Verletzte | Beschreibung |
| ------------------ | ------------------------------------ | ------------------- | ------------ | --------- | --- |
| 13. Mai 1949       | Holland Tunnel, New York City        | USA                 | 1            | 66        | Brand im Straßentunnel aufgrund eines Gefahrengutunfalls. |
| 11. Juli 1979      | Nihonzaka-Tunnel                     | Japan               | 7            |           | Kollision mehrerer Lkw und Pkw. |
| 7. April 1982      | Caldecott-Tunnel, Oakland            | USA                 | 7            |           | Massenkarambolage, ein Lkw mit Gefahrgut geriet in Brand. |
| 3. November 1982   | Salang-Tunnel, nördlich von Kabul    | Afghanistan         | 700 bis 2000 |           | Ein sowjetischer Militär-Lkw kollidierte mit einem Tanklaster. |
| 10. April 1995     | Pfändertunnel, Bregenz               | Österreich          | 3            |           | Eine Massenkollision löste ein Feuer aus. |
| 10. Februar 1996   | Toyohama Tunnel bei Yoichi, Hokkaido | Japan               | 20           |           | Ein 50.000 Tonnen schwerer Felsbrocken stürzte auf eine Tunnelröhre. |
| 18. März 1996      | Tunnel bei Palermo                   | Italien             | 5            | 26        | Nach einem Auffahrunfall explodierte ein Tanklastzug. |
| 24. März 1999      | Montblanc-Tunnel                     | Frankreich, Italien | 39           |           | Ein mit Mehl und Margarine beladener Lastwagen geriet in Brand. Brandursache war eine glühende Zigarettenkippe. Das Feuer griff auf weitere Fahrzeuge über. Der Brand war erst nach 24 Stunden unter Kontrolle. |
| 29. Mai 1999       | Tauerntunnel                         | Österreich          | 12           |           | Nach einer Fahrzeugkollision geriet ein mit Lackfarben beladener Lastwagen in Brand. Es kam zur Explosion. Der Brand war erst nach 16 Stunden unter Kontrolle gebracht.                                         |
| 12. April 2001     | Helbersberg-Tunnel                   | Österreich          | 2            | 10        | Auffahrunfall mit folgender Massenkarambolage. |
| 6. August 2001     | Gleinalmtunnel                       | Österreich          | 5            |           | Nach der Kollision eines Minivans mit einem Pkw kam es zum Brand. |
| 8. August 2001     | Ambergtunnel                         | Österreich          | 3            |           | Kollision eines Kleinlasters mit einem Reisebus. |
| 13. August 2001    | Reigersdorftunnel                    | Österreich          | 0            | 24        | Aufprall eines Reisebusses gegen das Portal. |
| 31. August 2001    | Sonnsteintunnel                      | Österreich          | 0            | 1         | Ein Pkw prallt auf das Portal auf. |
| 31. August 2001    | Lainbergtunnel                       | Österreich          | 2            | 2         | Frontalzusammenstoss. |
| 31. August 2001    | Katschbergtunnel                     | Österreich          | 0            | 6         | Kollision. |
| 17. Oktober 2001   | Guldborgsund-Tunnel                  | Dänemark            | 5            | 9         | Kollision eines Lkw im Nebel, es folgte eine Massenkarambolage. |
| 24. Oktober 2001   | Gotthard-Strassentunnel              | Schweiz             | 11           |           | Frontalkollision zweier Lastwagen nahe des südlichen Tunnelportals. Es folgte ein Brand. |
| 7. Juni 2003       | Straßentunnel bei Venedig            | Italien             | 6            |           | Ein Doppeldecker-Bus schrammte die Tunnelwand entlang und stürzte um. |
| 6. August 2003     | Gotthardtunnel                       | Schweiz             | 1            | 4         | Frontalzusammenstoß eines Lkw mit einem Pkw auf der Gegenseite. |
| 14. April 2004     | Bareggtunnel                         | Schweiz             | 1            | 5         | Ein Lkw prallte 300 Meter vor dem Tunnelausgang ungebremst in stehende Fahrzeuge, die wegen eines Auffahrunfalls angehalten hatten. Es kam zum Brand.                                                           |
| 4. Juni 2005       | Fréjus-Straßentunnel                 | Frankreich, Italien | 2            |           | Ein mit Reifen beladener Lkw gerät in Brand. Insgesamt brennen drei Schwerlaster aus. |
| 17. August 2005    | Roppener Tunnel                      | Österreich          | 1            |           | Ein Kleinbus geriet auf die Gegenfahrbahn und kollidierte mit einem Pkw. |
| 20. August 2005    | Isla-Bella-Tunnel                    | Schweiz             | 1            | 2         | Zwei Pkws streiften sich, ein Pkw geriet dabei auf die Gegenfahrbahn und prallte gegen einen Bus. |
| 25. Dezember 2005  | Mauernried-Tunnel, Eriskirch         | Deutschland         | 5            |           | Im Mauernried-Tunnel kollidiert ein Pkw mit der Tunnelwand und wird in den Gegenverkehr geschleudert. |
| 23. September 2006 | Viamala-Tunnel                       | Schweiz             | 9            |           | Im Viamala-Tunnel kollidierte ein Bus mit einem Pkw. Es kam zu einem Brand. |
| 13. März 2012      | Sierre-Tunnel                        | Schweiz             | 28           | 24        | Busunfall im Sierre-Tunnel. Anprall gegen eine Tunnelmauer. |
| 15. Juli 2015      | Skatestraumtunnel                    | Norwegen            | 0            | 5         | Der Anhänger eines Benzintankwagens löste sich und fing Feuer. |
| 12. November 2023  | Nahe Uttarkashi, Uttarakhand         | Indien              | ?            | ?         | Nach einem Erdrutsch stürzte ein Teilstück eines in Bau befindlichen 4,5 Kilometer langen Nationalstraßentunnels ein. 41 Arbeiter wurden verschüttet.                                                           |

### Tunnelunfälle im Eisenbahnverkehr
In chronologischer Reihenfolge:
| Datum              | Ort                                     | Staat                              | Tote                | Verletzte  | Beschreibung |
| ------------------ | --------------------------------------- | ---------------------------------- | ------------------- | ---------- | --- |
| 2. April 1842      | Tunnel bei Hampshire                    | Großbritannien                     | 4                   |            | Tunneleinsturz von Wallers Ash. Bei Wartungsarbeiten. |
| 30. April 1851     | Sutton-Tunnel                           | Vereinigtes Königreich             | 9                   |            | Eisenbahnunfall von Sutton. Auffahrunfall eines Sonderzuges auf zwei andere, im Tunnel liegengebliebene Züge. |
| 25. August 1861    | Clayton-Tunnel                          | Vereinigtes Königreich             | 23                  | ca. 176    | Eisenbahnunfall im Clayton-Tunnel |
| 14. Dezember 1913  | Braunsdorf (Sachsen)                    | Deutschland                        | 10                  | ca. 60     | Einsturz des Harrastunnels an der Bahnstrecke Roßwein-Niederwiesa Obgleich die Gegend dicht besiedelt ist, blieb der Einsturz des südlichen Tunnelportals nach einem Felssturz unbemerkt und ein Personenzug fuhr in die Trümmer. |
| 27. Dezember 1913  | Kaiser-Wilhelm-Tunnel bei Cochem        | Deutschland                        | 2                   | 4          | Eisenbahnunfall im Kaiser-Wilhelm-Tunnel (1913) Güterzug durch Fehler in der Abstimmung zwischen Bautrupp und Fahrdienstleiter in Gleisbaustelle gefahren. Entgleiste Lokomotive mit Güterzug in Gegenrichtig kollidiert.         |
| 1. Oktober 1924    | Mainzer Eisenbahntunnel                 | Deutschland                        | 14                  |            | Eisenbahnunfall von Mainz. |
| 10. Februar 1926   | Brandleitetunnel bei Oberhof            | Deutschland                        | 6                   | 2          | Zug bei Instandsetzungsarbeiten in Arbeiter-Rotte gefahren |
| 3. Januar 1938     |                                         |                                    | 6                   | zahlreiche | Eisenbahnunfall im Bahnhof Liverpool-Dingle. |
| 3. Januar 1938     |                                         |                                    | 42                  |            | Eisenbahnunfall von Kanton. |
| 3. März 1944       |                                         | Italien                            | min. 426            |            | Eisenbahnunfall von Balvano. |
| 3. Januar 1944     | Torre del Bierzo                        | Spanien                            | vermutlich über 500 |            | Eisenbahnunfall von Torre del Bierzo. |
| 22. August 1945    |                                         | Japan                              | 53                  |            | Eisenbahnunfall im 2. Yamagami-Tunnel |
| 22. November 1948  | Kaiser-Wilhelm-Tunnel                   | Deutschland                        | 0                   | 0          | Eisenbahnunfall im Kaiser-Wilhelm-Tunnel (1948) |
| 14. Februar 1971   | Tunnel bei Vranduk                      | Bosnien                            | 34                  |            | Der Frühzug von Zepce nach Zenica entgleiste. Es folgte ein Brand. |
| 20. März 1971      | Crozet-Tunnel                           | Frankreich                         | 2                   |            | [ 6 ] |
| 17. Juni 1972      | Vierzy Tunnel                           | Frankreich                         | 108                 | 240        | Eisenbahnunfall im Tunnel von Vierzy. |
| 6. November 1972   | Hokuriku-Tunnel                         | Japan                              | 29                  |            | Eisenbahnunfall im Hokuriku-Tunnel. Der Kitaguni-Nachtexpress geriet wegen eines Feuers im Speisewagen in Brand. |
| 20. Dezember 1984  | Summit Tunnel                           | Vereinigtes Königreich             |                     |            | Ein Zug mit gefährlichen Gütern geriet in Brand. |
| 28. Juni 1988      | Heiligenberg-Tunnel                     | Deutschland                        | 1                   | 38         | Eisenbahnunfall im Heiligenberg-Tunnel |
| 18. November 1996  | Eurotunnel                              | Vereinigtes Königreich, Frankreich | 0                   | 30         | Ein Lkw auf einem Frachtzug fing Feuer. Nach fünf Stunden war der Brand unter Kontrolle. Zuginsassen erlitten schwere Rauchverletzungen.                                                                                          |
| 2. März 1999       | Eisenbahntunnel bei Göttingen           | Deutschland                        | 0                   | 0          | Ein mit Zellstoff und Papier beladener Eisenbahnwaggon geriet in Brand. Nach zwölf Stunden war das Feuer gelöscht. |
| 10. Juni 2000      | Katzenstein-Tunnel                      | Deutschland                        | 0                   | ca. 60     | Eisenbahnunfall im Katzenstein-Tunnel |
| 26. April 2008     | Landrückentunnel                        | Deutschland                        | 0                   | 39         | Eisenbahnunfall im Landrückentunnel. Ein ICE war in eine vor dem Tunnel stehende Schafsherde gerast und infolgedessen entgleist.                                                                                                  |
| 11. September 2008 | Eurotunnel                              | Vereinigtes Königreich, Frankreich |                     |            | Feuer mit Temperaturen bis zu 1000 °C. |
| 7. Juni 2023       | Terfener Tunnel                         | Österreich                         | 0                   | 33         | Eine herunterhängende Oberleitung entzündete transportierte Autos. |
| 10. August 2023    | Eisenbahnunfall im Gotthard-Basistunnel | Schweiz                            | 0                   | 0          | Entgleisung eines Güterzugs aufgrund eines Radbruchs. |

### Tunnelunfälle im U-Bahn-Verkehr
In chronologischer Reihenfolge:
| Datum             | Ort                                 | Staat                          | Tote | Verletzte | Beschreibung |
| ----------------- | ----------------------------------- | ------------------------------ | ---- | --------- | --- |
| 10. August 1903   | Métrolinie 2, Paris                 | Frankreich                     | 84   |           | Metrounfall im Bahnhof Couronnes.                                                                                   |
| 1. November 1918  | New York City Subway, New York City | Vereinigte Staaten von Amerika | 93   |           | U-Bahn-Unfall von Malbone Street.                                                                                   |
| 28. Februar 1975  | U-Bahn-Station Moorgate, London     | Vereinigtes Königreich         | 43   | 55        | U-Bahn-Unfall von Moorgate. Ein vollbesetzter Zug prallte wegen eines Fehlers des Zugführers gegen die Tunnelwand.  |
| 20. Oktober 1975  |                                     | Mexiko                         | 23   | 55        | Zwei U-Bahn-Züge prallten aufeinander.                                                                              |
| 18. November 1987 | U-Bahnhof King’s Cross, London      | Vereinigtes Königreich         | 31   |           | Brand im Bahnhof King’s Cross St. Pancras. Ein weggeworfenes, brennendes Streichholz verursachte einen Schwelbrand. |
| 28. Oktober 1995  | Metro, Baku                         | Aserbaidschan                  | 303  | 265       | Metrounfall von Baku. Vermutlich ein Kurzschluss in der Elektrik eines Waggons führte zum Brand.                    |

### Unfälle im Seilbahnverkehr
In chronologischer Reihenfolge:
| Datum             | Ort                    | Staat      | Tote | Verletzte | Beschreibung |
| ----------------- | ---------------------- | ---------- | ---- | --------- | --- |
| 11. November 2000 | Gletscherbahn Kaprun 2 | Österreich | 155  |           | Brandkatastrophe der Gletscherbahn Kaprun 2. Ein Heizlüfter setzte Hydrauliköl in Brand. Nur 12 Fahrgäste überlebten. |

### Anschläge
| Datum              | Ort                    | Staat                  | Tote | Verletzte | Beschreibung |
| ------------------ | ---------------------- | ---------------------- | ---- | --------- | --- |
| 20. März 1995      | U-Bahn Tokio           | Japan                  | 13   | 6252      | Anschlag mit dem Nervengas Sarin durch Mitglieder der Sekte von Ōmu Shinrikyō.                                         |
| 3. April 2017      | Metro Sankt Petersburg | Russland               | 14   | 51        | Terroranschlag am 3. April 2017 in Sankt Petersburg.                                                                   |
| 15. September 2017 | London Underground     | Vereinigtes Königreich | 0    | 30        | Anschlag in einer Londoner U-Bahn am 15. September 2017. Ein Attentäter löste mit einem Brandsatz eine Verpuffung aus. |

### Sonstige Ereignisse
| Datum           | Ort                         | Staat              | Tote | Verletzte | Beschreibung |
| --------------- | --------------------------- | ------------------ | ---- | --------- | --- |
| 5. Oktober 1869 | Saint Anthony (Minneapolis) | Vereinigte Staaten | -    | -         | Während der Bauarbeiten für den Hennepin-Island-Tunnel unter dem Mississippi, einem Abwassertunnel, brach die Trennwand zwischen Flussbett und Tunnel. |
| Juli 1990       | Mina                        | Saudi-Arabien      | 1426 |           | Die Pilger starben während einer Massenpanik in einem Tunnel. Vermutlich war dort die Lüftungsanlage ausgefallen.                                      |
| 24. Juli 2010   | Duisburg                    | Deutschland        | 21   | 652       | Unglück bei der Loveparade 2010. Unglück mit Menschenmassen mit einem für ein Festival gesperrten Straßentunnel.                                       |